# 足立浩志
足立 浩志（あだち ひろし、1977年2月15日 - ）は、日本のライブハウス経営者、PAエンジニア。
大阪府岸和田市出身。大阪の音楽シーンにおいて、独自の音響技術とVR技術を活用した新しいライブ体験の提供で知られる。

## 経歴
- 2001年：友人と共に大阪環状線・寺田町駅高架下にライブハウス「天王寺Fireloop」を設立[1]。
- 2010年12月：現在の場所に移転。(大阪市天王寺区大道)[1]
- 2018年5月、ライブハウスの名称を「寺田町Fireloop」に変更[1]。
- 現在：Fireloopの代表兼PAエンジニアとして活動中。

## 主な活動と実績

### ライブハウス運営
- 「寺田町Fireloop」の運営[1]
- 独自の音響システムの開発と導入[2]

### 技術革新
- VR技術を活用したライブ配信「Fireloop LIVE STORAGE VR」の開発と導入。Panasonic監修の下、3D撮影に必須の同期機能を備えたフルサイズミラーレスカメラ「LUMIX BS1H」を採用し、GEN-LOCKおよびタイムコード同期による高品質な3D撮影を実現[3]
- アミッドスクリーンを活用したライブ体験の提供[1]
- 音響技術の改善と研究[2]

### 執筆活動
- 音楽業界に関する執筆活動[2]
- PAエンジニアとしての経験を基にした技術書の出版[4]

## 著書
- 『バンドマンが読むべきライブハウスの取扱説明書』(2016年9月23日発売 | リットーミュージック | ISBN 978-4845628643)

ライブハウスでの音作りやPAエンジニアの視点からのアドバイスをまとめた書籍
- 『バンドマンが知るべき100の秘訣』(2016年1月20日発売 | リットーミュージック | ISBN 978-4845627578)

PAエンジニアとしての経験を基に、バンドマンに向けた音作りのアドバイスを100項目にまとめた書籍